# Дакота Дунс (Јужна Дакота)
Дакота Дунс (енгл. Dakota Dunes) насељено је место без административног статуса у америчкој савезној држави Јужна Дакота.

## Демографија
По попису из 2010. године број становника је 2.540.
| Група             | 2000.    | 2010.         |
| Белци             | 0 (0,0%) | 2.307 (90,8%) |
| Афроамериканци    | 0 (0,0%) | 41 (1,6%)     |
| Азијати           | 0 (0,0%) | 87 (3,4%)     |
| Хиспаноамериканци | 0 (0,0%) | 51 (2,0%)     |
| Укупно            | 0        | 2.540         |